# Diphyllomorpha paotao
Diphyllomorpha paotao är en skalbaggsart som beskrevs av Masumoto och Sakai 1987. Diphyllomorpha paotao ingår i släktet Diphyllomorpha och familjen Cetoniidae. Inga underarter finns listade i Catalogue of Life.